# Oxypetalum albicans
Oxypetalum albicans är en oleanderväxtart som beskrevs av Rudolf Schlechter. Oxypetalum albicans ingår i släktet Oxypetalum och familjen oleanderväxter. Inga underarter finns listade i Catalogue of Life.